# Heinrich Greif

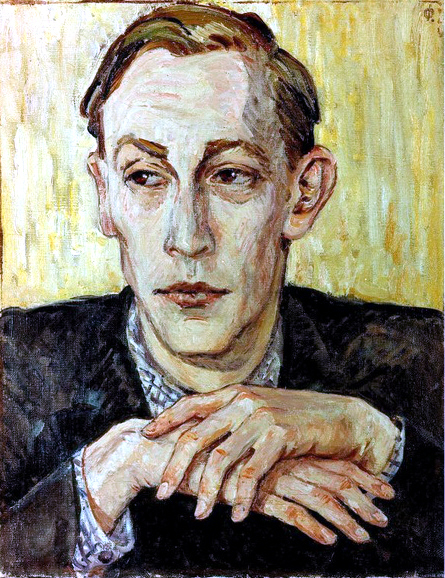
Heinrich Vogeler: Bildnis Heinrich Greif, Moskau 1937

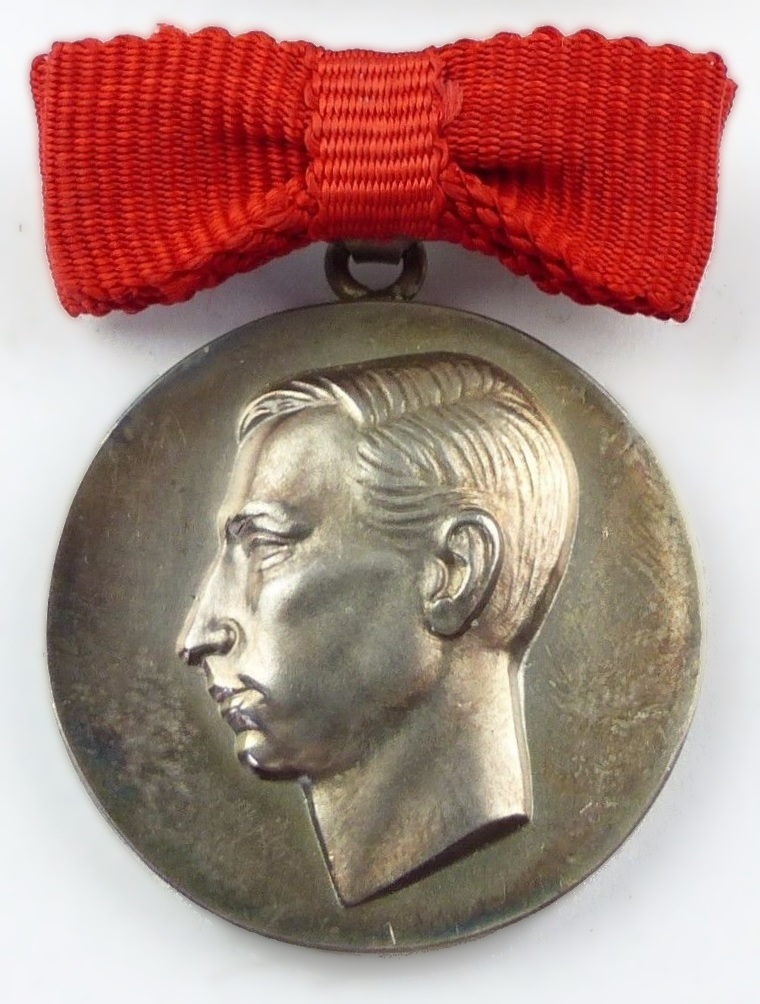
Medaille für Träger des Heinrich-Greif-Preises (Avers) mit dem Portrait Heinrich Greifs

Grabstätte Heinrich Greifs

Otto Karl Heinrich Greif (* 11. März 1907 in Dresden; † 16. Juli 1946 in Berlin) war ein deutscher Schauspieler. Nach ihm wurde der Heinrich-Greif-Preis benannt, ein Preis der Film- und Fernsehkunst der DDR.

## Leben
Greif nahm nach seinem Schulabschluss ein Jurastudium in Berlin auf, brach es aber nach einigen Semestern zugunsten einer Laufbahn als Schauspieler ab. Nach seiner Ausbildung wirkte er ab 1927 als Darsteller bei Inszenierungen an der Berliner Volksbühne, sowie ab 1928 an der Piscator-Bühne, gefolgt von Stationen an anderen Berliner Bühnen. 1930 tourte er mit dem Bühnenstück § 218 von Carl Credé unter der Regie von Erwin Piscator durch zahlreiche deutsche Städte. Im Juli 1931 ging Greif für einige Monate in die Sowjetunion, wo er an der deutschen Fassung von Piscators einzigem Spielfilm Der Aufstand der Fischer mitspielte. Der Film wurde erst 1934 in einer russischen Fassung vollendet. 
Als Mitglied der kommunistischen Künstlergruppe „Truppe 1931“ um Gustav von Wangenheim emigrierte Greif nach der Machtergreifung durch die Nationalsozialisten über Paris und Zürich nach Moskau. Greif, der bereits in Paris KPD-Mitglied geworden war, wurde von 1935 bis 1945 Chefsprecher der deutschsprachigen Sendungen von Radio Moskau. Nebenbei arbeitete er auch mehrmals in sowjetischen Filmen mit, u. a. als SA-Sturmführer in von Wangenheims Kämpfer.
1945 kehrte er nach Deutschland zurück und wurde Ensemble-Mitglied des Deutschen Theaters Berlin. Ein Jahr später starb Heinrich Greif an den Folgen einer Leistenbruchoperation in der Berliner Charité. Die Routineoperation wurde von dem damaligen chirurgischen Leiter der Klinik, dem 71-jährigen Ferdinand Sauerbruch persönlich durchgeführt. Bei Sauerbruch zeigten sich zu diesem Zeitpunkt bereits Symptome seiner Krankheit (Zerebralsklerose), und grobe Fehler bei der Operation führten zum Tode Greifs.
Er ruht auf dem Berliner I. Französischen Friedhof. Der Lyriker Jens Gerlach widmete ihm in Dorotheenstädtische Monologe ein Gedicht.

## Ehrungen
Nach Heinrich Greif wurde eine Künstlerische Arbeitsgruppe der DEFA benannt.

## Filmografie
- 1931–33: Der Aufstand der Fischer (Восстание рыбаков)
- 1936: Kämpfer (Борцы)
- 1944: Mensch Nr 217 (Человек № 217)
- 1945: Es war im Donbass (Это было в Донбассе)

## Hörspiele
- 1945: Friedrich Wolf: Professor Mamlock (Dr. Helpach) – Regie: Hannes Küpper (Berliner Rundfunk)
- 1946: Hedda Zinner: Das ist geschehen – Regie: Hedda Zinner (Berliner Rundfunk)

## Schriften
- Als Schauspieler in der Sowjetunion. In: Die Linkskurve. Bd. 4 (1932), Nr. 4, April 1932, S. 5–9.
- Ein Deutscher, 30 Jahre alt. Gedichte des Schauspielers Heinrich Greif. Kiepenheuer, Weimar 1947.